# JUICE
JUICE（ジュース）は、日本のヒップホップユニットである。1997年結成。2003年キューンレコードよりメジャーデビュー。2005年に活動停止。現在はThe Phanky OKstraとして活動している。

## メンバー
- ISSEI（大谷一生）MC。画家としても活躍中
- YUYA（小清水裕也）MC
- SUGAR（佐藤俊康）ギター・トラックメイカー
- KOBA DA BEAT（小林佑輔）トラックメイカー

## ディスコグラフィー

### シングル
- ヤングジェネレーション/星に願いを（2003年3月19日）
- TRY AGAIN（2003年8月20日）
- BLUE FLOWER feat. meg（2003年12月3日）

### アルバム
- VIVA LA MUSICA（2003年4月23日）
- JUICE（2004年1月21日）